# 浅田祐介
浅田 祐介（あさだ ゆうすけ、1968年5月27日 - ）は、日本の歌手、音楽プロデューサー。U-SKE名義でも活動している。既婚者。

## 来歴
1991年、CHARAのサウンドプロデューサーとしてプロ活動を始める。その後、FM NORTH WAVEと文化放送でラジオ番組にレギュラー出演。
1995年、フォーライフ・レコードより歌手デビュー。
2000年代以降はプロデュース業を主軸としている。

## 主な出演

### バラエティ番組
- 歌スタ!! （日本テレビ）

## ディスコグラフィ

### シングル
- TIME（1995年5月19日）
- TRUE LIFE（1995年6月21日）
- The globe in your hands（1995年11月17日）
- Peace Sign In My Pocket（1996年4月19日）
- HAPPY SONG（1996年8月21日）
- Will（1996年11月21日）
- Spiritual Pop（1997年5月21日）
- Mirror Mirror（1998年1月21日）
- Boxer（1999年1月21日）
- MESSIAH（2005年10月21日）

### アルバム
- globe in your hands（1995年6月21日）
- Alter GLOBE（1995年9月6日）リミックスアルバム
- Cinnamon-French-Toast（1996年8月21日）
- Goodspell（1998年2月21日）
- CARAVANS（1998年8月1日）

## タイアップ一覧
| 年     | 曲名                    | タイアップ                                                     |
| ------ | ----------------------- | -------------------------------------------------------------- |
| 1995年 | TIME                    | MBS系『なにわ友あれ赤井英和』エンディング・テーマ              |
| 1995年 | The globe in your hands | 『'95JC(日本青年会議所)世界大会』テーマソング                  |
| 1996年 | ねがい                  | ベネッセ『進研ゼミ』TVCFソング                                 |
| 1996年 | Will                    | 日本テレビ系『スポーツうるぐす』テーマソング                   |
| 1997年 | Spiritual pop           | NHK BS-2『真夜中の王国』エンディング・テーマ                   |
| 1998年 | Mirror Mirror           | NHK-FM『ミュージック・スクエア』2月・3月度オープニング・テーマ |
| 1998年 | Mirror Mirror           | 日本テレビ系『ミュージック・パーク』オープニング・テーマ       |
| 1998年 | R U there?              | 株式会社ほくせん『北専カード』CMソング（1997年）               |
| 1998年 | Bird                    | スペースシャワーTV『SONIC TRAIN』テーマソング                  |
| 1998年 | ENGINES                 | 日本テレビ系『インディカーレース』テーマソング                 |

## ヘビーローテーション/パワープレイ作品

### ラジオ
| 年     | 曲名        | ラジオヘビーローテーション/パワープレイ |
| ------ | ----------- | --------------------------------------- |
| 1996年 | road to you | NORTH WAVE 1996年9月度POWER PLAY        |

## プロデュースした主なアーティスト
- CHARA
- 我那覇美奈
- keyco
- Crystal Kay
- こだまさおり
- 小林幸恵
- Sugar Soul
- chara+yuki
- delighted mint
- 傳田真央
- 中西圭三
- りょう
- CHEMISTRY
- 織田裕二
- Yun*chi - 「Waon* with IroKokoro Project」「Vivace*」「FUTURE FUTURE*」「nan-nano*」
- STARMARIE